# 日本の都道府県別の喫煙対策一覧
日本の都道府県別の喫煙対策一覧（にほんのとどうふけんべつのきつえんたいさくいちらん）は、日本の各都道府県における都道府県・市区町村の行政機関および民間により実施されているタバコの喫煙対策一覧。
行政においては昭和39年（1964年）の厚生省による「喫煙と肺がんに関する会議」等が喫煙有害性に関する最初期の取り組みであり、地方自治体にあっては厚生省からの通達等がなされている。厚生省による平成12年（2000年）健康日本21」（21世紀における国民健康づくり運動）の地方計画、平成15年（2003年）施行の健康増進法に基づく厚生労働省による通達等により、各地方自治体は一層禁煙推進に取り組んでいる。
平成22年（2010年）3月に実施された共同通信社による調査では、全国都道府県知事のうち静岡県、京都府、奈良県、兵庫県、和歌山県、鳥取県、鹿児島県の7知事が受動喫煙防止の条例を検討していると回答し（うち京都府、奈良県は罰則を検討）、山形県、神奈川県、静岡県、京都府、大阪府、奈良県、兵庫県、鳥取県など18知事が罰則付きの法規制を国がすべきと回答した。
市区町村の単位における条例は受動喫煙防止やポイ捨て防止に関して路上喫煙禁止条例、ポイ捨て禁止条例等が各地で既に実施されている。 

## 北海道・東北

### 北海道
北海道は、平成13年（2001年）3月にすこやか北海道21を策定し、たばこ対策を生活習慣の重点項目に掲げ推進を開始した。
平成15年（2003年）3月には北海道空き缶等の散乱の防止に関する条例を制定し、道内全域でのポイ捨てを禁止した。
平成16年（2004年3月にすこやか北海道21 たばこ対策推進計画を策定し推進を強化した。
平成24年3月には北海道がん対策推進条例を制定し、第7条第3項で、事業者に対し管理する施設内での受動喫煙防止の努力義務を課した。

### 青森県
青森県では平成13年（2001年）1月に策定した「健康あおもり21」に基づき、受動喫煙防止対策の実施がされていない施設を中心に喫煙防止対策を推進している。平成13年（2001年）3月、深浦町で自動販売機等の適正配置に関する条例（通称: 屋外タバコ自販機撤去条例）が成立し、ヘビースモーカーであった平沢敬義町長は禁煙した。深浦町は平成17年（2005年）4月に岩崎村と合併し、条例は深浦町自動販売機の適正な設置及び管理に関する条例に改正された。平成24年（2012年）に青森県タバコ問題懇談会が公表した県市町村41自治体への調査によると、公共施設における喫煙対策に最も取り組んでいる自治体は弘前市であり、横浜町が弘前市に続く。

### 秋田県
秋田県では平成13年3月に都道府県条例では全国初となる秋田県空き缶等の散乱の防止に関する条例を制定し、県内全域でのポイ捨てを禁じた。（ポイ捨て条例が制定されている県下市町村で、その規制を受ける地域は県条例の対象外）
上記に加えて、平成16年3月に秋田県健康づくり推進条例を制定し、同条例20条で県が多数の者が利用する施設の設置者に対する受動喫煙防止措置の勧奨と、県民への受動喫煙防止の啓発活動を定めた。都道府県条例での受動喫煙規制はこれが最初である。

## 関東

### 東京都
東京都は平成16年（2004年）に受動喫煙防止のガイドラインを策定して喫煙対策を推進し、平成24年（2012年）に石原慎太郎都知事はオリンピック招致に向けての受動喫煙防止条例の検討に言及した。その後、2020年東京オリンピックの招致が決定した後、東京都受動喫煙防止条例が制定され、2020年4月1日に全面施行された。

### 神奈川県
神奈川県は平成22年（2010年）4月1日、受動喫煙を罰則をもって規制する都道府県条例として初となる神奈川県公共的施設における受動喫煙防止条例を施行した。（受動喫煙対策を規定した条例は秋田県が先である。）

## 中部

### 静岡県
静岡県では受動喫煙防止条例の実現を約束した川勝平太が平成21年（2009年）に静岡県知事となった。

### 愛知県
愛知県は平成13年（2001年）策定の「健康日本21あいち計画」において禁煙を推進し、平成13年度（2001年度）から平成24年度（2012年）の当期プランでタバコ分野の改善が報告された。健康増進法を受けて策定した「愛知県立施設受動喫煙防止対策推進計画」により、平成19年（2007年）に全ての県立施設の禁煙または分煙が完了した。平成22年（2010年）に飲食店禁煙化のための「禁煙飲食店普及モデル事業」を実施した。

## 近畿

### 京都府
京都府の平成22年（2010年）の報告書によると、府の大目標は「京都府内で人が受動喫煙を受ける機会をゼロにする」である。平成23年（2011年）、山田啓二府知事は受動喫煙防止条例の制定を明言し、条例制定に向けて平成24年（2012年）に「京都府受動喫煙防止憲章」を策定した。

### 滋賀県
滋賀県は平成15年（2003年）に「健康しがたばこ対策指針」を策定、平成16年（2004年）から「滋賀県たばこ対策推進会議」を開始し、健康影響の啓発、未成年喫煙防止、非喫煙者保護（受動喫煙防止）、禁煙支援を柱として対策を推進している。

### 大阪府
大阪府は「大阪府健康増進計画」「大阪府がん対策推進計画」に基づいて受動喫煙や禁煙に取り組み、平成24年度（2012年度）までに少なくとも建物内での100%禁煙化を目指している。

### 兵庫県
兵庫県は受動喫煙の防止等に関する条例を平成24年（2012年）3月21日に公布し、平成25年（2013年）4月1日から条例が施行される。

## 中国・四国

### 広島県
広島県では県の「健康ひろしま21」、広島市の「元気じゃけんひろしま21」が平成14年（2002年）に策定された。「健康ひろしま21」には禁煙・分煙・喫煙予防教育が盛り込まれ、県内の医療保健関係組織はその積極的な推進のために広島県禁煙活動ネットワークを設立し、県とともに喫煙防止の啓発等を行っている。ネットワークの運営委員は広島県医師会「禁煙推進委員会」、広島県歯科医師会・薬剤師会・看護協会、福山市医師会、広島県環境保健協会の代表者が務め、広島県、広島市、広島禁煙協議会、大手製薬会社等が協賛する。

### 香川県
香川県が平成13年（2001年）に策定した「健やか香川21ヘルスプラン」の喫煙に関する重点目標は「きれいな空気が吸える環境をつくろう」であり、喫煙による健康障害の減少等が実践の指針となった。平成19年（2007年）、健やか香川21県民会議は「受動喫煙防止のためのガイドライン」を策定した。

## 九州・沖縄

### 大分県
大分県は平成16年（2004年）、美しく快適な大分県づくり条例第10条第2項によりポイ捨て防止の観点から歩行喫煙は慎むこととなっている。

### 沖縄県
沖縄県は平成14年（2002年）に「健康おきなわ2010」を策定し、タバコ消費量の削減、受動喫煙の害の削減等の禁煙推進に取り組んでいる。